# Crocidura nana
Crocidura nana är en däggdjursart som beskrevs av George Edward Dobson 1890. Crocidura nana ingår i släktet Crocidura och familjen näbbmöss. Inga underarter finns listade i Catalogue of Life. Populationerna antogs tidvis vara identiska med Crocidura religiosa. Senare undersökningar visade att holotypen är ett ungdjur. De vuxna exemplaren borde vara större än Crocidura religiosa.

## Utseende
Ungdjuret hade en kroppslängd (huvud och bål) av 40 mm, en svanslängd av 30 mm och bakfötterna var 8,5 mm långa. Viktuppgifter saknas. Typisk är kort päls med en brun färg på ovansidan och en ljusgrå färg på undersidan. Arten har vita bakfötter och svansen bär vita borstar. Den har en ljusbrun ovansida och en vitaktig undersida. Kännetecknande är en avplattad hjärnskål. I överkäken bildar hörntanden och de angränsande tänderna per sida tre enkelspetsiga tänder. Av dessa är den tredje lite bredare.

## Utbredning och ekologi
Denna näbbmus hittades vid två olika platser i sydvästra Somalia respektive Etiopien (nära Addis Ababa). Den vistas antagligen i låglandet på marken. Arten upptäcktes i gräsmarker med glest fördelade buskar.
Angående födan och fortplantningssättet finns inga uppgifter.

## Hot
Populationens storlek och möjliga hot är okända. IUCN kategoriserar arten globalt med kunskapsbrist.